# Thomas Ohrner

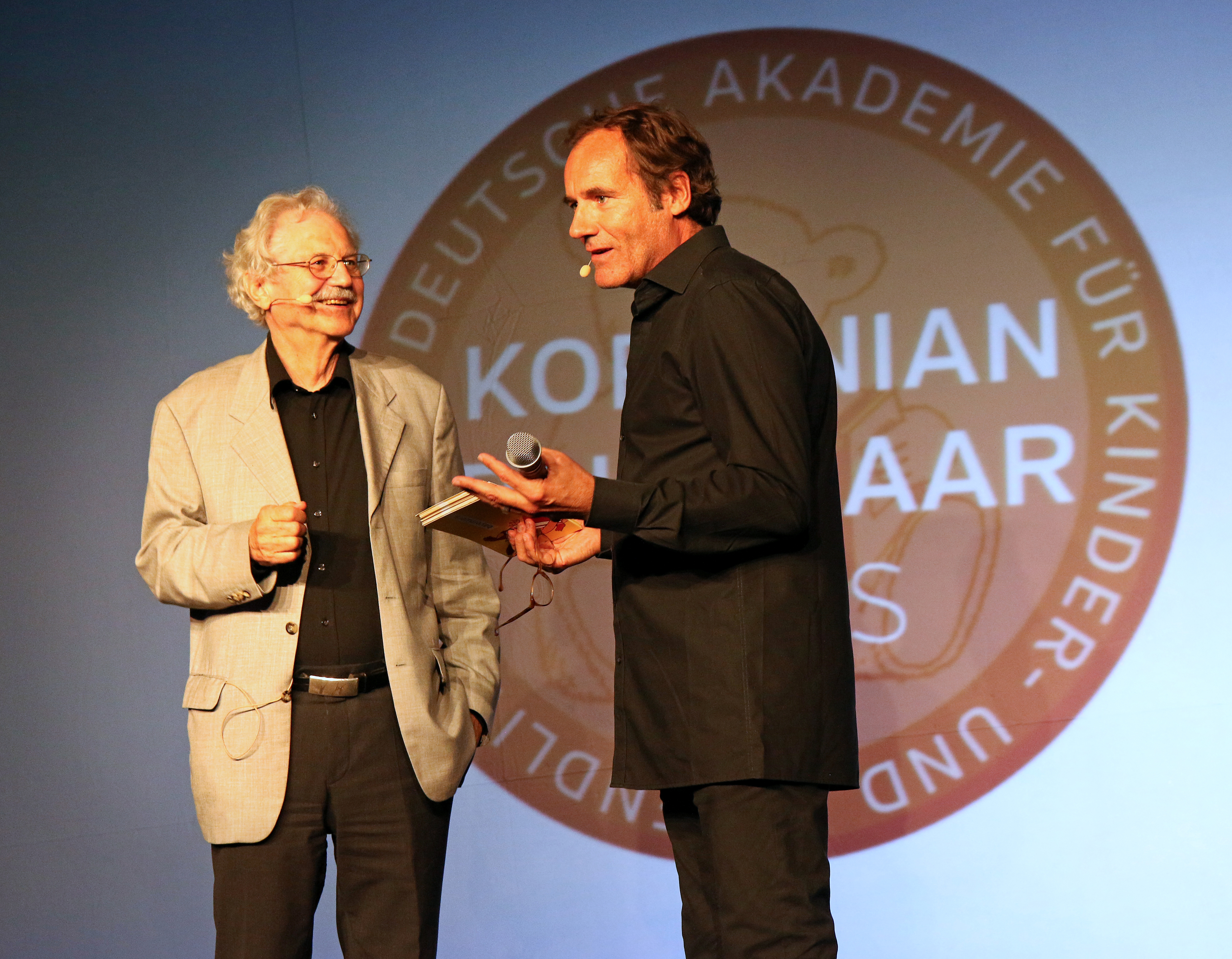
Thomas Ohrner bei der Verleihung des „Korbinian – Paul-Maar-Preis 2019“; links im Bild Paul Maar.

Thomas „Tommi“ Ohrner (* 3. Juni 1965 in München) ist ein deutscher Schauspieler, Radio- und Fernsehmoderator, Redaktionsleiter, Synchronsprecher und Sänger.

## Werdegang
Ohrner ist der Sohn des Wirtschaftsberaters Claus Peter Ohrner und der Schauspielerin Evelin Bey-Ohrner. Die Schauspielerin Carolin Ohrner ist seine Halbschwester und stammt aus einer früheren Beziehung seiner Mutter mit dem Schauspieler Georg Marischka. Sein knapp zwei Jahre älterer Bruder Markus starb 1995 bei einem Verkehrsunfall.
Bereits im Alter von acht Monaten kam Ohrner zum ersten Mal vor die Kamera, als seine Mutter ihn zu Werbeaufnahmen mitnahm. Bald darauf wurde auf Litfaßsäulen und auf den Bildschirmen mit Aufnahmen von ihm für Margarine oder Waschmittel geworben. Schon als Vierjähriger war er Darsteller in Werbespots und hatte 1969 seinen ersten Kurzauftritt in der ZDF-Kriminalserie Der Kommissar – Die Schrecklichen mit Erik Ode. 1970 erhielt er seine erste Filmrolle in Hurra, unsere Eltern sind nicht da. In den 1970er-Jahren begann seine Karriere als Kinderstar. 1974 spielte er in der Fernsehserie Kli-Kla-Klawitter einen Jungen mit dem Spitznamen „Löffelchen“. 1975 spielte er in der Serie Das Haus der Krokodile mit. Ohrner arbeitete auch als Synchronsprecher. In der Zeichentrickserie Heidi lieh er seine Stimme dem Geißen-Peter; außerdem war er in der Fernsehserie Die Bären sind los zu hören. Nach Auftritten in diversen Kino- und Fernsehfilmen, u. a. Babbelgamm, gelang ihm Ende 1979 der Durchbruch mit dem ZDF-Mehrteiler Timm Thaler nach dem Kinderbuch von James Krüss. In der Serie Merlin spielte er 1979 ebenfalls die Hauptrolle. Sehr populär war auch die Jugendserie Manni, der Libero über einen talentierten Nachwuchsfußballer.
Anfang der 1980er Jahre machte er unter dem Namen Tommi Ohrner Popmusik. Er sang überwiegend auf Englisch, aber auch auf Deutsch und spielte dazu E-Gitarre. 1980 (mit Rock 'n' Roll in old Blue Jeans) und 1981 (mit 5 O’Clock Rock) war er Gast in Ilja Richters disco.
Ab Juni 1983 arbeitete er als Hörfunkmoderator beim deutschen Programm von Radio Luxemburg (RTL), seit Oktober festangestellt. 1984 startete er dort mit Tommis Radio-Show. Es folgten die Formate Luxemburg 496061 und Musikduell. In den folgenden Jahren betätigte er sich auch bei mehreren Fernsehsendern als Showmaster und Moderator. Von 1990 bis 1993 moderierte er die Kindersendung Boing, zwischen 1993 und 1995 die Sendung Herzklopfen, eine Flirtshow für Jugendliche. Beim DSF präsentierte er um 1993 das Sportquiz Wer, wo, was?. 1992 übernahm er die Programmleitung des Privatsenders Der Kabelkanal, später kabel eins.
Von 1996 bis 2001 präsentierte er im ZDF in Anlehnung an die zuvor von Rudi Carrell im Ersten moderierten Samstagabendshow das Unterhaltungsformat Lass dich überraschen. Ebenfalls im Jahre 1996 startete er beim ZDF mit seiner beliebten Show Die Versteckte Kamera. Die von ihm im ZDF ab 1998 moderierte tägliche Talkshow Mensch Ohrner wurde nach 120 Sendungen wegen Quotenschwäche eingestellt. 2001 wechselte er zu Kabel eins und moderierte dort die Rateshow Dingsda sowie kurzzeitig eine Neuauflage des Sat.1-Dauerbrenners Glücksrad. Des Weiteren moderierte Ohrner 2001 eine Sendung in der Saison des ZDF-Fernsehgarten.
Als Schauspieler hatte Ohrner von 1987 bis 1990 eine größere Rolle in den ersten beiden Staffeln der ARD-Vorabendserie Die glückliche Familie an der Seite von Maria Schell und Siegfried Rauch. Von Januar 2008 bis Dezember 2010 stand er in der Rolle des Matthias Brandner für die Seifenoper Verbotene Liebe vor der Kamera. 2014 hatte er eine Gastrolle in der Fernsehserie Dahoam is Dahoam. Im Kinofilm Das Haus der Krokodile von 2012 spielt Ohrner den Vater von Viktor, seiner Rolle in der gleichnamigen Kinderserie von 1976. In der 2017 produzierten Kino-Neuverfilmung von Timm Thaler von Oliver Berben hat der 51-jährige Thomas Ohrner ebenfalls eine Nebenrolle und spielt einen Portier. Die Figur ist nur etwa eine halbe Minute zu sehen, steht dabei aber direkt der von Arved Friese verkörperten Titelfigur gegenüber.
Daneben ist Ohrner Fernsehmoderator von Unterhaltungsshows. Im SWR Fernsehen moderierte er von April 2006 bis März 2008 als Nachfolger von Heinz Siebeneicher die Sendung Fröhlicher Alltag. Von April 2013 bis 2015 war er Moderator der Fernsehsendung Servus am Morgen auf ServusTV. Bis Ende 2016 moderierte er den Ableger von Herzblatt namens Herz sucht Liebe auf Sat.1 Gold. Ebenfalls auf Sat.1 Gold moderiert er seit April 2017 das Infotainmentmagazin Wunderwelt Wissen.
Als Radiomoderator ist er regelmäßig zu hören. Nach Radio Luxemburg folgten von 1988 bis 1994 Moderatorentätigkeiten für Antenne Bayern. Zuletzt hatte er dort auch die Funktion des Unterhaltungschefs. 2002 bis 2016 moderierte er für Bayern 1.
Seit 1. September 2018 ist Ohrner Programmchef des Privatsenders Klassik Radio, bei dem er schon seit November 2016 werktags von 6 bis 10 Uhr moderiert. Gesendet wurde aus dem Augsburger Hotelturm, heute aus dem Palais am Stadtmarkt.

## Privates
Aus erster Ehe hat Ohrner eine Tochter (* 1990). Aus zweiter Ehe (1995–2024) mit Marion Ohrner hat er zwei Söhne und eine Tochter (* 2007).

## Filmografie
- 1968: Helga und Michael
- 1969: Der Kommissar – Die Schrecklichen (Fernsehserie)
- 1970: Hurra, unsere Eltern sind nicht da
- 1970: Nachbarn sind zum Ärgern da
- 1971: Tournee (Fernsehserie)
- 1971: Hilfe, die Verwandten kommen
- 1971: Dreht euch nicht um – der Golem geht rum oder Das Zeitalter der Muße (Fernsehfilm)
- 1973: Nicht einmal das halbe Leben (Fernsehfilm)
- 1974: Kli-Kla-Klawitter (Fernsehserie)
- 1974: Wetterleuchten über dem Zillertal
- 1974: Der Kommissar – Drei Brüder
- 1976: Das Haus der Krokodile (Fernsehserie)
- 1977: Heidi (Zeichentrickserie), Stimme des Geißen-Peter
- 1977: Babbelgamm (Fernsehserie)
- 1977: Brennendes Geheimnis (Fernsehfilm)
- 1979: Die Bären sind los (Fernsehserie), Synchronstimme von Gregg Forrest (Kelly Leek)
- 1979–1980: Timm Thaler (Fernsehserie, DE: Gold (Kids-Award, Videoalbum))[14]
- 1980: Merlin (Fernsehserie)
- 1982: Manni, der Libero (Fernsehserie)
- 1982: Im Dschungel ist der Teufel los
- 1982: Ein dicker Hund
- 1983: Die unglaublichen Abenteuer des Guru Jakob
- 1983: Plem, Plem – Die Schule brennt
- 1985: Jenseits der Morgenröte (Fernsehserie)
- 1987–1990: Die glückliche Familie (Fernsehserie)
- 1988: Oh Gott, Herr Pfarrer (Fernsehserie, 1 Folge)
- 1993–1995: Herzklopfen (Fernsehserie)
- 1998: Varell & Decker (Fernsehserie)
- 2005: Bernds Hexe – Der Erinnerungszauber
- 2008–2010: Verbotene Liebe (Fernsehserie, als Matthias Brandner)
- 2012: Das Haus der Krokodile (Kinofilm)
- 2014: Dahoam is Dahoam (Fernsehserie)
- 2016: Herz sucht Liebe (Fernsehserie)
- 2017: Timm Thaler oder das verkaufte Lachen

## Diskografie
Als Tommi Ohrner
Alben
- 1980: For You (Ariola)
- 1981: My Name is Tommi (Ariola)

Singles
- 1980: Rock 'n' Roll in old Blue Jeans / I like every Part of You (Ariola)
- 1980: Looks like a Heartache / Angela (Ariola)
- 1981: 5 O’Clock Rock / Mister (Ariola)
- 1981: All the Girls around the World / Baby it’s You (Featuring „Timm’s Thema“) (Ariola)
- 1982: Im Dschungel ist der Teufel los / Im Dschungel ist der Teufel los (Instrumental) (Ariola)
- 1982: Frag' nicht so dumm / Wir war' n gute Freunde (Ariola)
- 1983: Nochmal Schwein gehabt / Dr. Rap (EMI Electrola)